# Uwe Kräuter
Uwe Kräuter (* 1945 in Hitzacker) ist ein Kulturvermittler und Autor, der in Peking  lebt.

## Leben
Er wuchs in der Nähe Heidelbergs auf, wo er auch aufs Gymnasium ging. 1968 begann er sein Studium an der Universität Heidelberg in den Fächern Soziologie, Ethnologie und Psychologie.

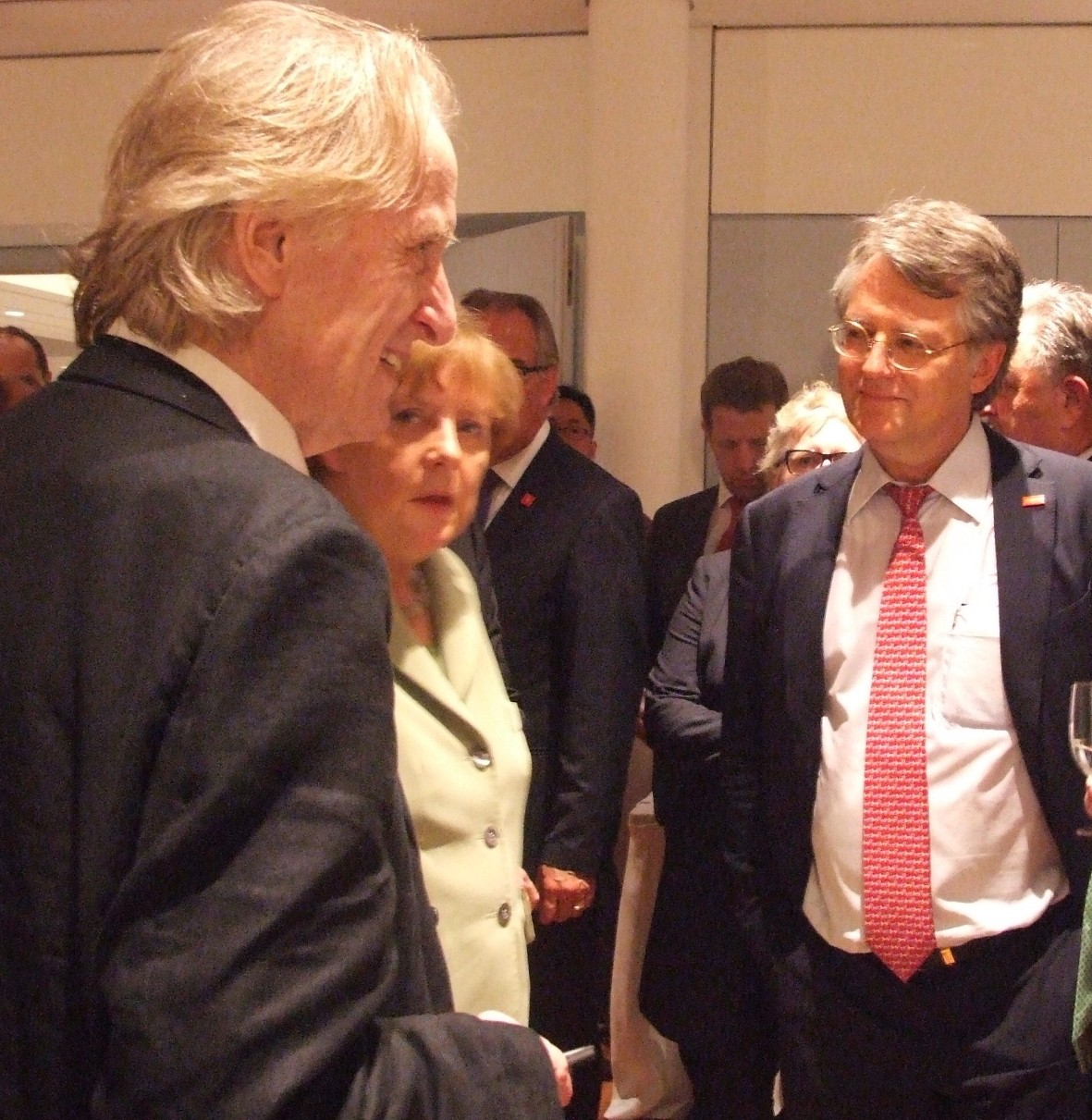
Bundeskanzlerin Angela Merkel, Jörg Wuttke und Uwe Kräuter – Peking 2014

Uwe Kräuter nahm als Mitglied des SDS an den Studentendemonstrationen jener Jahre teil und engagierte sich in den Protesten gegen den Vietnamkrieg. Eine gewalttätige Demonstration, die schließlich für seinen weiteren Lebensweg entscheidend war, fand am 19. Juni 1970 statt, als Robert McNamara nach Heidelberg kam. Uwe Kräuter wurde wegen seiner aktiven Beteiligung dabei angeklagt und schließlich zu acht Monaten Freiheitsstrafe ohne Bewährung verurteilt. Gemeinsam mit weiteren Verurteilten (u. a. Joscha Schmierer und Dietrich Hildebrandt) ging er in Berufung und zog später weiter bis nach Karlsruhe vor den Bundesgerichtshof. Vier der fünf Verurteilten mussten ihre Haftstrafe im Sommer 1975 in verschiedenen Haftanstalten antreten.

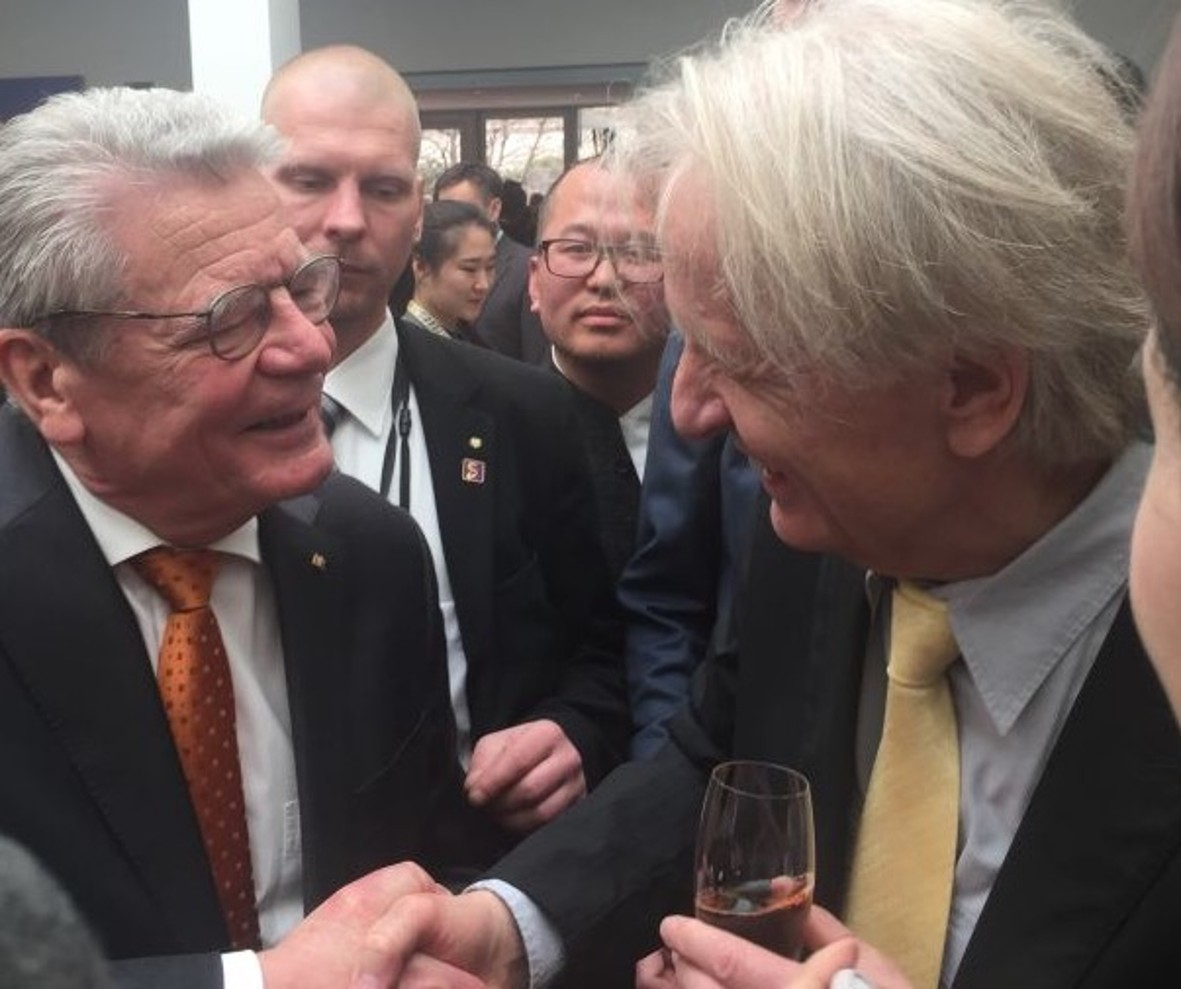
Bundespräsident Joachim Gauck und Uwe Kräuter – Peking 2016

Parallel zu diesen Ereignissen erhielt Uwe Kräuter 1973 das Angebot nach Peking zu kommen und dort für den Verlag für fremdsprachige Literatur zu arbeiten, wodurch er für die deutsche Justiz nicht mehr greifbar war. Er war gleichzeitig Auslandskorrespondent der Kommunistischen Volkszeitung des KBW. Er ist mit der chinesischen Schauspielerin Danping Shen verheiratet, mit der er zwei Töchter hat.
1980 kam Uwe Kräuter mit dem Drama „Das Teehaus“ und achtzig Mitgliedern des Pekinger Volkskunsttheaters nach seiner Flucht erstmals wieder nach Deutschland. Und damit trat auch erstmals in der Geschichte der VR China ein chinesisches Ensemble im Ausland auf. Das Stück war 1957 von dem Autor Lao She verfasst worden. Es treibt einen innerhalb von drei Stunden und drei Akten durch fünf Jahrzehnte menschlichen und gesellschaftlichen Lebens. Die hauptsächlichen Personen – die Besucher eines Teehauses und der Wirt – sind im ersten Akt etwas über zwanzig, im zweiten Mitte vierzig, und im dritten über siebzig. Die inzwischen Verstorbenen oder Exekutierten tauchen im letzten Akt als ihre Söhne wieder auf, mit noch größeren Lastern.
Zusammen mit dem Nationaltheater Mannheim, das im Gegenzug das antifaschistische Stück „Der Bockerer“ in der VR China mit großer Resonanz aufführte, wurde das Stück aus China realisiert. „Das Teehaus“ zog durch vierzehn deutsche Städte. Kräuter gab im Suhrkamp-Verlag ein Buch über "Das Teehaus" und das Pekinger Volkskunsttheater heraus. Erst 2015 wird das Stück im Deutschen Schauspielhaus in Hamburg erneut aufgeführt, Uwe Kräuter ist als Ehrengast dabei. Bekannter noch wurde Uwe Kräuter, weil er Derrick nach China brachte – als erste deutsche TV-Serie dort.
Während ihres siebten Besuchs der VR China hat Uwe Kräuter Bundeskanzlerin Angela Merkel beim Empfang des deutschen Botschafters Michael Clauss am 7. Juli 2014 in Peking getroffen. Dabei überreichte er ihr sein Buch „So ist die Revolution, mein Freund“. Der Buchtitel habe die Kanzlerin zunächst irritiert, doch habe der Autor im Gespräch die Fragen der Kanzlerin klären können.
Während der deutsche Bundespräsident Joachim Gauck zum ersten Mal die VR China besuchte, traf ihn Uwe Kräuter anlässlich eines Empfangs am Dienstag, dem 22. März 2016 in der deutschen Botschaft in Peking.
Seit dem Jahr 2005 besucht Uwe Kräuter regelmäßig Chinas Nachbarland Nordkorea. Kräuter bemüht sich als Autor um Begegnung und Austausch und erhält im Ergebnis Zugang zu Interviews mit unterschiedlichsten Menschen und Persönlichkeiten sowie zu Besuchen verschiedenartigster Institutionen und Einrichtungen. Einer seiner Kontakte ist das Pyongyang International Film Festival, das er mit internationalen Filmen beliefert, maßgeblich mit Filmen aus Deutschland.
Kräuter lebt seit 1974 in China und gilt damit als der am längsten in China lebende Deutsche.

## Veröffentlichungen
- Ölfeld Datjing. Wegweiser für Chinas Industrie beim Aufbau des Sozialismus. Sendler Verlag, Mannheim 1977.
- Lao She: Das Teehaus. Mit Aufführungsfotos und Materialien hrsg. von Uwe Kräuter. Suhrkamp, Frankfurt am Main 1980, ISBN 3-518-11054-3.
- So ist die Revolution, mein Freund: Wie ich vom deutschen Maoisten zum Liebling der Chinesen wurde. mit einem Vorwort von Otto Schily, Herder Verlag, Freiburg 2012, ISBN 978-3-451-30583-2.
- Reisen ins Unbekannte: Besuch bei den Menschen in Nordkorea. Mit farbigem Bildteil, Verlag Neues Leben, Berlin 2023, ISBN 978-3-355-01918-7.[8]